# Capella Imperial de l'Abadia d'Emaús de Praga

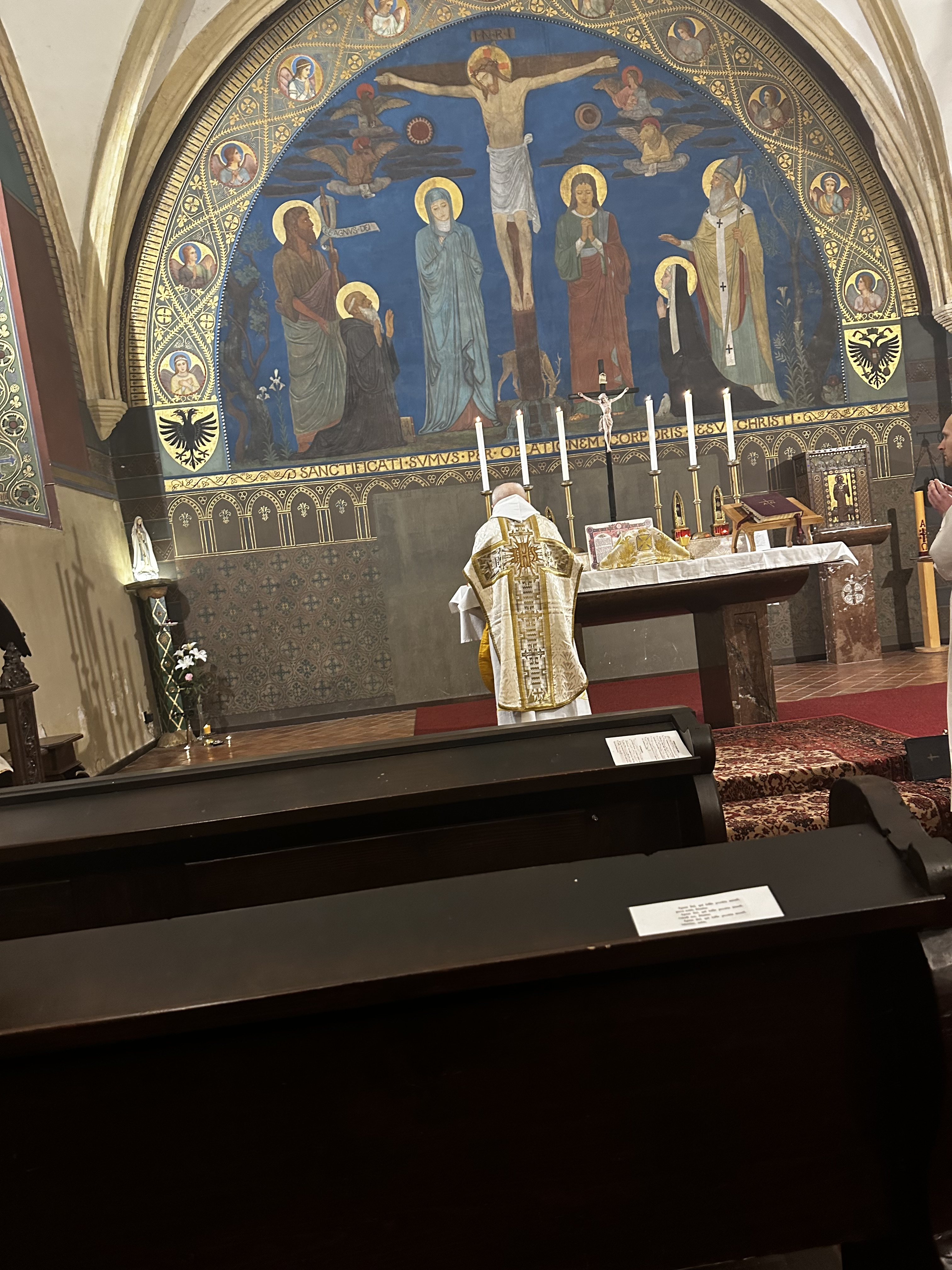
P. Radim Valík, OSB, celebrant una missa tradicional a la Capella Imperial (2023)

La capella imperial de l'Abadia d'Emaús, a Praga, actual Txèquia, va ser creada per ordre de Carles IV del Sacre Imperi Romanogermànic, com a part del monestir i del complex i de l'església de "Na Slovanech". La capella gòtica original va ser remodelada, en estil barroc, per monjos benedictins catalans provinents de l'Abadia de Montserrat, a partir del 1636.
Més de dos segles després, quan van marxar els catalans, el 1880, monestir i església va passar a ser gestionats pels monjos benedictins alemanys de Beuron. Aquests van dur a terme una extensa destrucció de la part gòtica i una modificació arquitectònica i artística de la Capella.

## Inicis i decoració gòtica dels monjos de Montserrat
La construcció del monestir i de l'església va tenir lloc entre els anys 1348 i 1372, de manera que l'església dedicada a la Mare de Déu i als patrons eslaus, per aquest motiu anomenada Na Slovanech, va ser consagrada per l'arquebisbe Jan Oček de Vlašimi, undilluns de Pasqua (el 29 de març de 1372). Aquest dia es va commemorar el viatge dels dels apòstols a Emaús, fet que va motivar avui el monestir es digui Emaús.
Karlova Dvorská Huť va participar en la construcció del monestir i de l'església. La construcció va ser dirigida per dos constructors, el primer dels quals va dirigir els treballs fins al 1360, aproximadament, mentre que el segon va acabar la construcció.
L'any1636, per reimpulsar l'abadia, que havia caigut en decadència, es van substituir els monjos txecs per monjos benedictins catalans provinents de l'Abadia de Montserrat, que van potenciar el culte a la Mare de Déu de Montserrat. A més, van reconstruir el monestir, amb obres d'estil barroc. Per instruccions de l'emperador Ferran III, van establir l'anomenada Capella Imperial, dedicada als sants que protegeixen de la pesta, és a dir, a Sant Benet, Sant Sebastià, Sant Fabià, Santa Rosalia i Sant Roc. Així ho indica la inscripció al portal per on s'entra a la capella.

El 1367, la gran sala del santuari del monestir, a l'ala oriental del mateix, es va dividir en una sala capitular i una capella. Aquesta darrera fou anomenada "Capella Imperial".

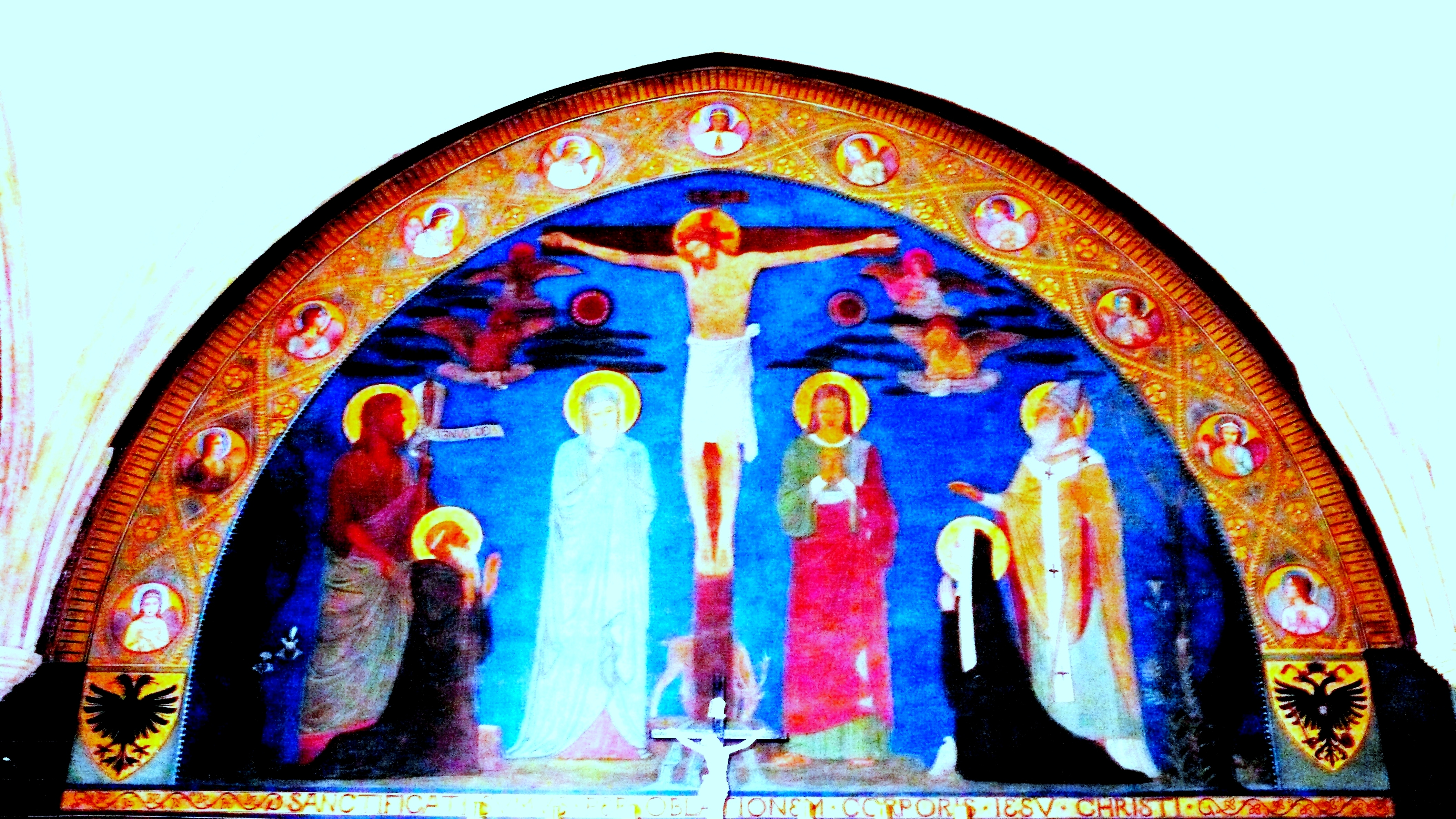
Escena del Gòlgota amb Jesús crucificat, Sant Benet i Santa Escolàstica agenollats i Sant Joan Baptista i Sant Martí dempeus (mur de l'altar de la Capella Imperial)

Tot i que, lamentablement, no s'ha conservat la decoració gòtica original de la capella, gràcies al manuscrit d'Uppsala almenys coneixem el programa pictòric que contenia. Eren pintures murals amb escenes de la Passió de Jesús com les que avui decoren l'àmbit del monestir, que tenien continuïtat fins a la zona de la capella. Aparentment, la separació de la capella de la sala capitular estava relacionada amb la col·locació temporal de relíquies imperials vinculades a la Crucifixió de Jesús en aquesta capella, abans de la finalització de la Capella de la Passió del Senyor de Karlštejn.
Tanmateix, durant les guerres hussites, tot el conjunt del monestir d'Emaús va ser afectat pel saqueig i va passar a ser un monestir utraquista. Només sota l'emperador Rodolf II del Sacre Imperi Romanogermànics es va intentar restaurar la litúrgia catòlica i fer les reparacions necessàries al conjunt del monestir.
A principis del segle XIX, amb la marxa dels monjos catalans, per voluntat del cardenal Bedrich Schwarzenberg, el monestir d'Emaús fou cedit als monjos benedictins del sud d'Alemanya, expulsats del seu monestir de Beuron per Otto von Bismarck. Aquests, entre 1880 i 1890, van acabar d'eliminar les modificacions barroques del monestir i de l'església fetes pels catalans i, a l'estil de l'anomenada escola d'art de Beuron, van "regotitzar" l'edifici. Van eliminar la històrica i valuosa decoració barroca de la Capella Imperial i la van substituir a les parets per quatre composicions figuratives sobre el Gòlgota, al mur de l'altar de la capella.

## Destrucció i redecoració dels monjos de Beuron

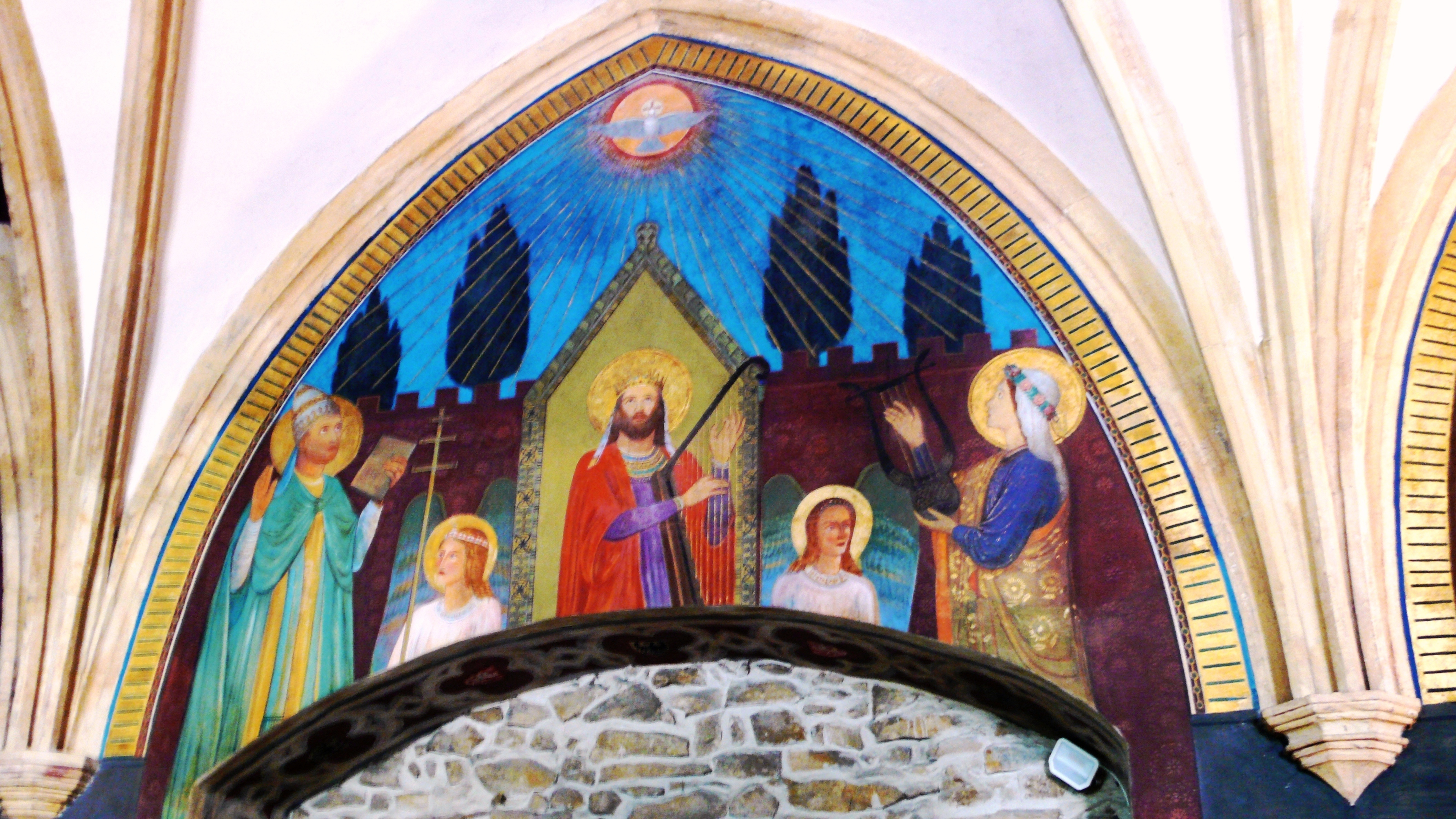
Sants patrons de la Música d'Església (Capella Imperial de l'Abadia d'Emaús

L'actual mural del Gòlgota de la Capella Imperial és una còpia d'una pintura destruïda, dissenyada originalment per Desideri (Peter) Lenz (1832–1928), per a la capella del Torretto, a l'Abadia de Montecassino. La pintura mural del Monestir d'Emaús va ser realitzada per Gabriel (Jacob) Wüger (1829–1892), un col·laborador proper de Lenz. A La crucifixió d'Emaús, Wüger va utilitzar la seva experiència amb la representació de la Crucifixió de Jesús, que va pintar a Roma, el 1869. Aquest quadre es considera el primer quadre a l'estil de l'Escola d'Art de Beuron.
La volta gòtica de la Capella Imperial feta pels monjos catalans era, originàriament, un cel blau fosc amb estrelles daurades. Ara havia quedat destruïda per la reforma dels monjos alemanys, que la van pintar de blanc.

La resta d'aquestes decoracions van ser eliminades a principis dels anys noranta del segle XIX, durant la reconstrucció de la capella. Originàriament hi havia escenes relacionades amb la Crucifixió de Jesús i el culte a la Vera o Santa Creu, destinades a l'adoració privada de l'emperador.

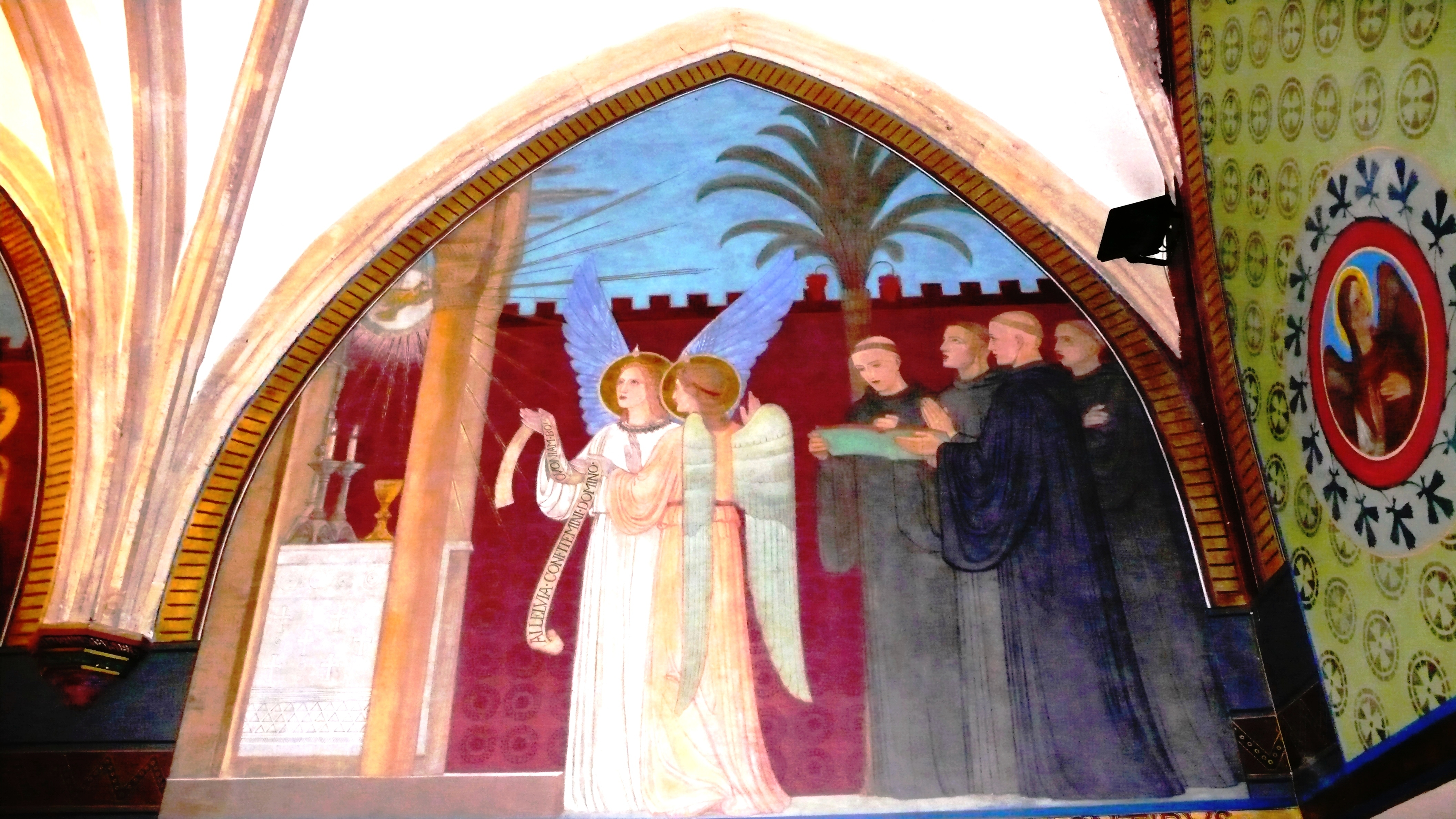
Mural dedicat a la Música sacra (Capella Imperial)

Avui, la paret frontal de la capella resta decorada amb una pintura de Beuron que representa el Gòlgota, amb Jesús crucificat i Sant Benet i Santa Escolàstica de Núrsia (de genolls) i amb Sant Joan Baptista i Sant Martí (dempeus). D'altra banda, també hi ha figures de la Mare de Déu i de Sant Joan Evangelista concebudes frontalment, amb la rigidesa típica dels cànons de la geometria teològica de Lenz. Al voltant de l'escena, hi ha un arc que reprodueix la volta de la capella i que és fet de branques, en el qual es col·loquen caps d'àngels. A cada extrem, l'arc és rematat amb un escut imperial, amb una àguila bicéfala. Com s'ha dit anteriorment, la Crucifixió representada és una còpia d'una pintura realitzada per Desideri Lenz i Jacob Wüger per a Torretta ( Abadia de Montecassino ) entre els anys 1876 i 1880.

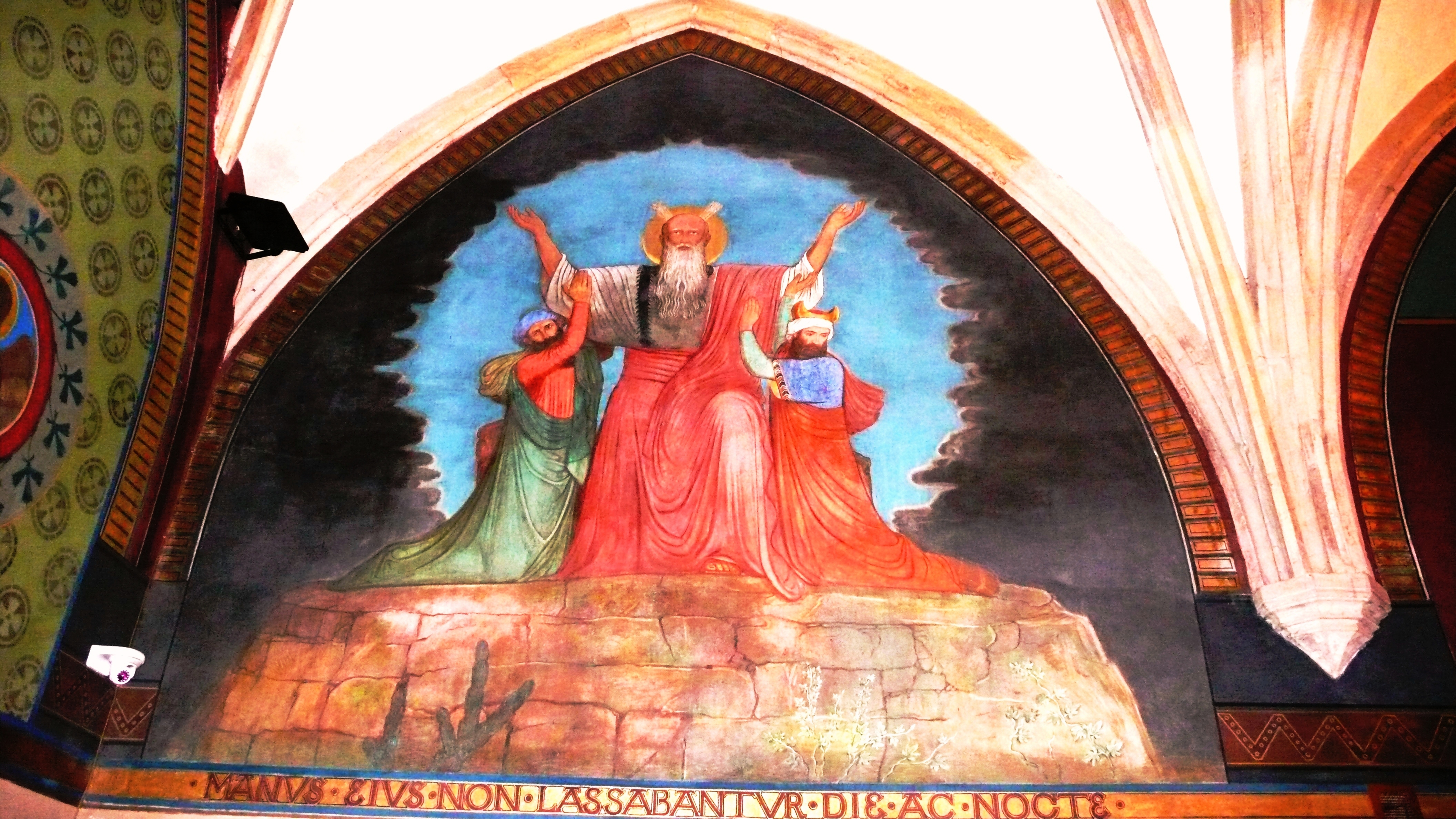
Moisès resant durant la batalla de lesTribus d'Israel contra els amalequites (Capella Imperial de l'Abadia d'Emaús)

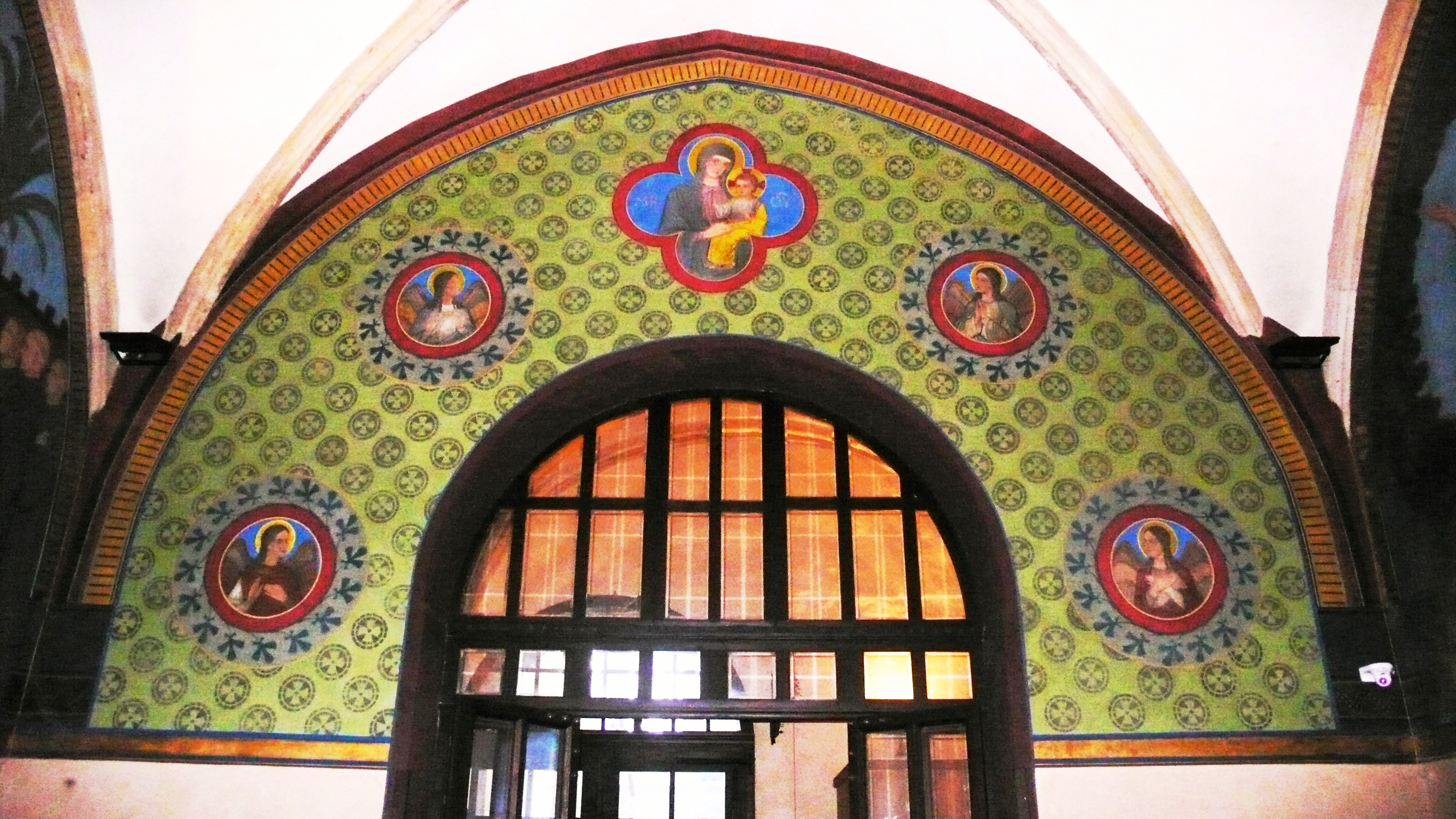
Pintura mural de Beuron sobre l'entrada de la capella, amb àngels i la Mare de Déu amb el nen en forma de medallons

A la dreta del mur frontal amb la Crucifixió', per sobre de l'entrada emmurallada de la capella, hi ha representats sants patrons de la música sacra (el rei David, Gregori el Gran amb un llibre i Santa Cecília, amb una lira, juntament amb dos àngels). Aquest mural només sobreviu parcialment, però tot el motiu és conegut gràcies als dissenys preliminars de Lenz. A continuació hi ha un camp de volta més extens que representa els cinc sants protectors contra la pesta (Sant Benet, Sant Sebastià, Sant Fabià, Sant Roc i Santa Rosalia). Es tracta de figures, concebudes frontalment, dels sants als quals estava dedicada la capella.
L'últim mural de la paret, adjacent a l'entrada de la capella, és dedicat a la Música Sacra. Dos àngels estan representats davant de la taula de l'altar, seguits d'un grup de monjos benedictins. De les tres pintures murals d'aquest costat de la capella, dues d'elles estan dedicades a la música eclesiàstica, fet que testimonia la seva popularitat, atès que la música és un dels principals interessos artístics dels benedictins.
Al costat oposat, al camp adovellat de l'entrada de la capella, hi ha un mural que representa una escena de l'Antic Testament titulada Moisès resant durant la batalla de les tribus d'Israel contra els amalequites. Cal esmentar també que el sagrari i l'ambó, en forma d'àliga, de la capella són d'origen beuronès, però no són parts originals de la capella. El tabernacle era originàriament en una capella abacial privada que ja no existeix, i l'ambó es trobava al presbiteri de l'església de l'abadia. Van ser traslladats a la Capella Imperial només després de la seva reconstrucció a la dècada de 1890. També és de l'època de Beuron la cadira de l'abat, situada a l'església del monestir. A l'ala oriental del convent, darrere de la capella imperial, hi ha una sala capitular neoromànica.

## Significat artístic i històric
A partir del segle XIX, l'art religiós que representava a la Mare de Déu, al Crist crucificat o als sants es va considerar endarrerit, passat de moda i lligat al passat. L'escola de Beuron, representada pels seus fundadors, el pare Desideri Lenz i el pare Jacob Wüger, va ser un dels intents més significatius de reviure l'art cristià al segle XIX. L'expulsió d'aquests pares "fundadors" del monestir de Beuron, al sud d'Alemanya, i la seva feina temporal al monestir d'Emaús, van fer de Bohèmia el centre d'aquesta direcció artística entre els anys 1880 i 1890. Per tant, la decoració pictòrica del monestir d'Emaús, concretament la seva capella imperial i el presbiteri de l'església de la Mare de Déu i dels patrons eslaus, representa la culminació creativa de la primera generació d'artistes beuronesos, basats en l'art de l'antiguitat modificat per l'art modernista emergent.